# Classe Samar

La classe Samar  est une série de cinq patrouilleurs construite au chantier naval de Goa (GSL) pour la Garde côtière indienne (ICG).

## Historique
La construction de navires a été ordonnée en avril 1990 et ces navires sont des demi-sœurs de sept unités de navires de patrouille de classe Sukanya de la marine indienne. Au total, douze étaient initialement prévus, puis réduits à six. Les navires sont destinés à des tâches de patrouille en mer pour la protection des plates-formes pétrolières et de la zone économique exclusive indienne.
Les navires disposent d'un système de pont intégré (IBS), d'un système de contrôle intégré des machines (IMCS), d'un système externe de lutte contre les incendies de haute puissance, de deux supports de canon de 30 mm construits en Inde et d'un canon Otobreda 76 mm. De plus, les navires sont équipés d'un système de surveillance infrarouge jour/nuit embarqué fabriqué par Bharat Electronics Limited (en) pour détecter les cibles insaisissables qui peuvent échapper à la détection radar en raison de leur petite surface équivalente radar (RCS) ou de l'état de la mer plus élevé.

## Unités
| Nom          | N° coque | Port d'attache | Lancement        | Mis en service  |
| ------------ | -------- | -------------- | ---------------- | --------------- |
| ICGS Samar   | 42       | Kochi          | 26 août 1992     | 14 février 1996 |
| ICGS Sangram | 43       | Bombay         | 18 mars 1995     | 29 mars 1997    |
| ICGS Sarang  | 44       | Chennai        | 5 décembre 2009  | 21 mai 2013     |
| ICGS Sagar   | 45       | Chennai        | 14 décembre 2001 | 3 novembre 2003 |

## Galerie

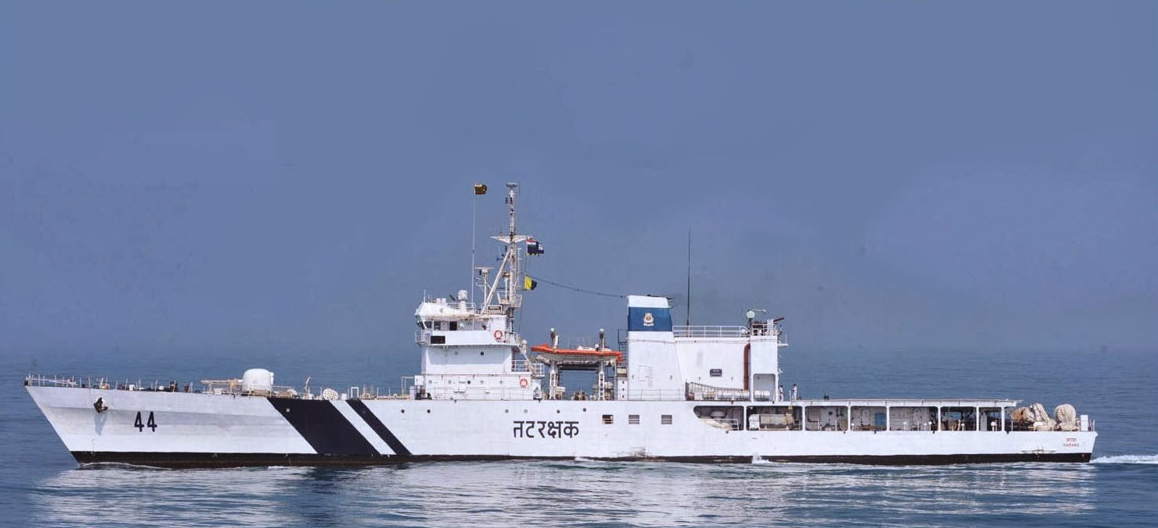
ICGS Sarang
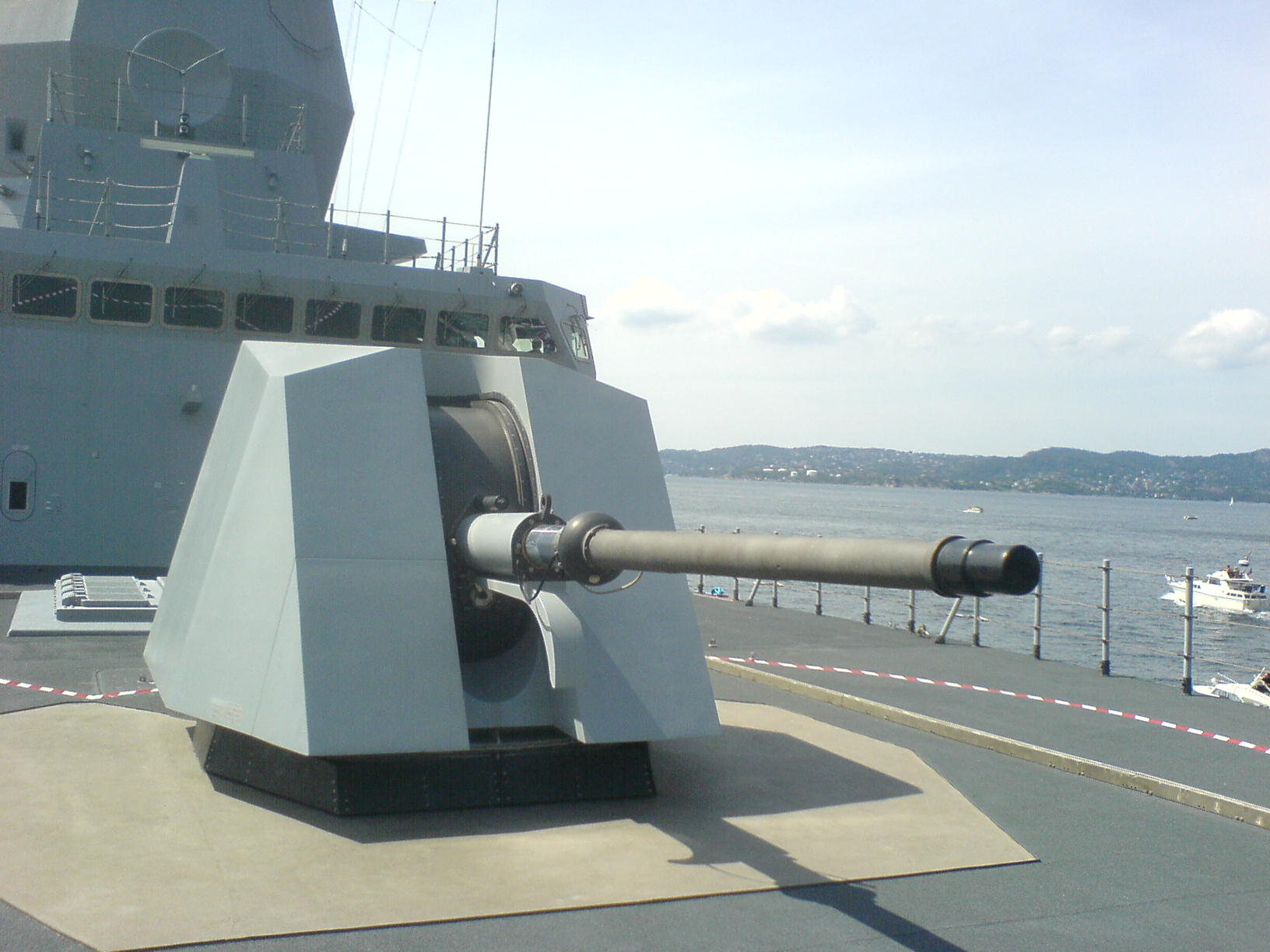
Canon naval Otobreda 76 mm
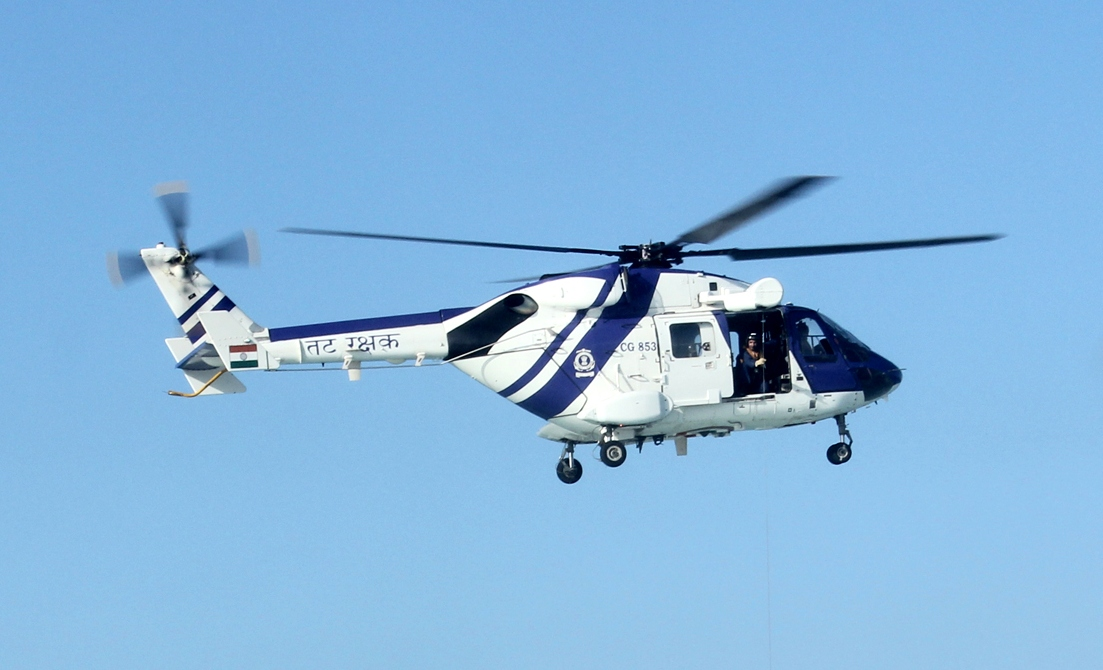
Hélicoptère HAL Dhruv

### Crédits
- (en) Cet article est partiellement ou en totalité issu de l’article de Wikipédia en anglais intitulé « Samar-class offshore patrol vessel » (voir la liste des auteurs).